# روبرت ميلفيل
روبرت ميلفيل (بالإنجليزية: Robert Melville)‏ هو سياسي أسترالي، ولد في 9 فبراير 1919، وتوفي في 18 مايو 1982. حزبياً، نشط في حزب العمال الأسترالي. وقد انتخب عضو المجلس التشريعي نيو ساوث ويلز.